# Padang Besar (Malaysia)
Padang Besar ist eine Grenzstadt im Bundesstaat Perlis an der Grenze zwischen Malaysia und Thailand angrenzend an das thailändische Padang Besar. Es gibt eine Reihe von Bahnverbindungen, darunter auch im absoluten Luxussegment den Eastern and Oriental Express. Die Bahnstrecke verbindet Bangkok mit Penang/Butterworth, Kuala Lumpur und Singapur. Alle Formalitäten für Bahnreisende, einschließlich der Ein- und Ausreise aus Thailand, werden im malaysischen Grenzbahnhof Padang Besar erledigt, wo es einen integrierten Zoll-, Einwanderungs- und Quarantänekontrollpunkt für beide Länder gibt. Es gibt auch einen lokalen Bahnhof mit dem gleichen Namen, Bahnhof Padang Besar. Passagiere sollten darauf achten, die beiden Bahnhöfe nicht zu verwechseln. 

## Galerie

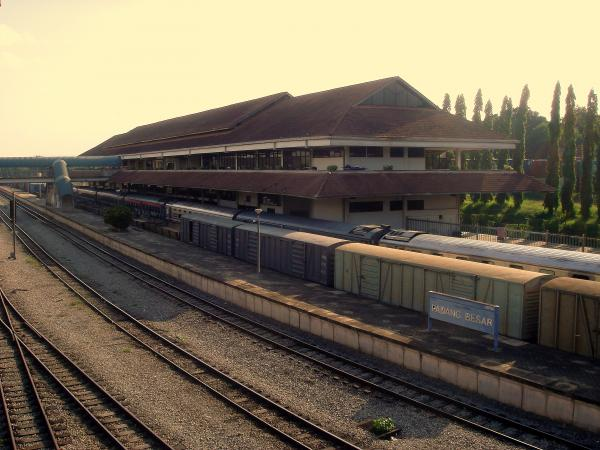
Bahnhofsgebäude (2009)
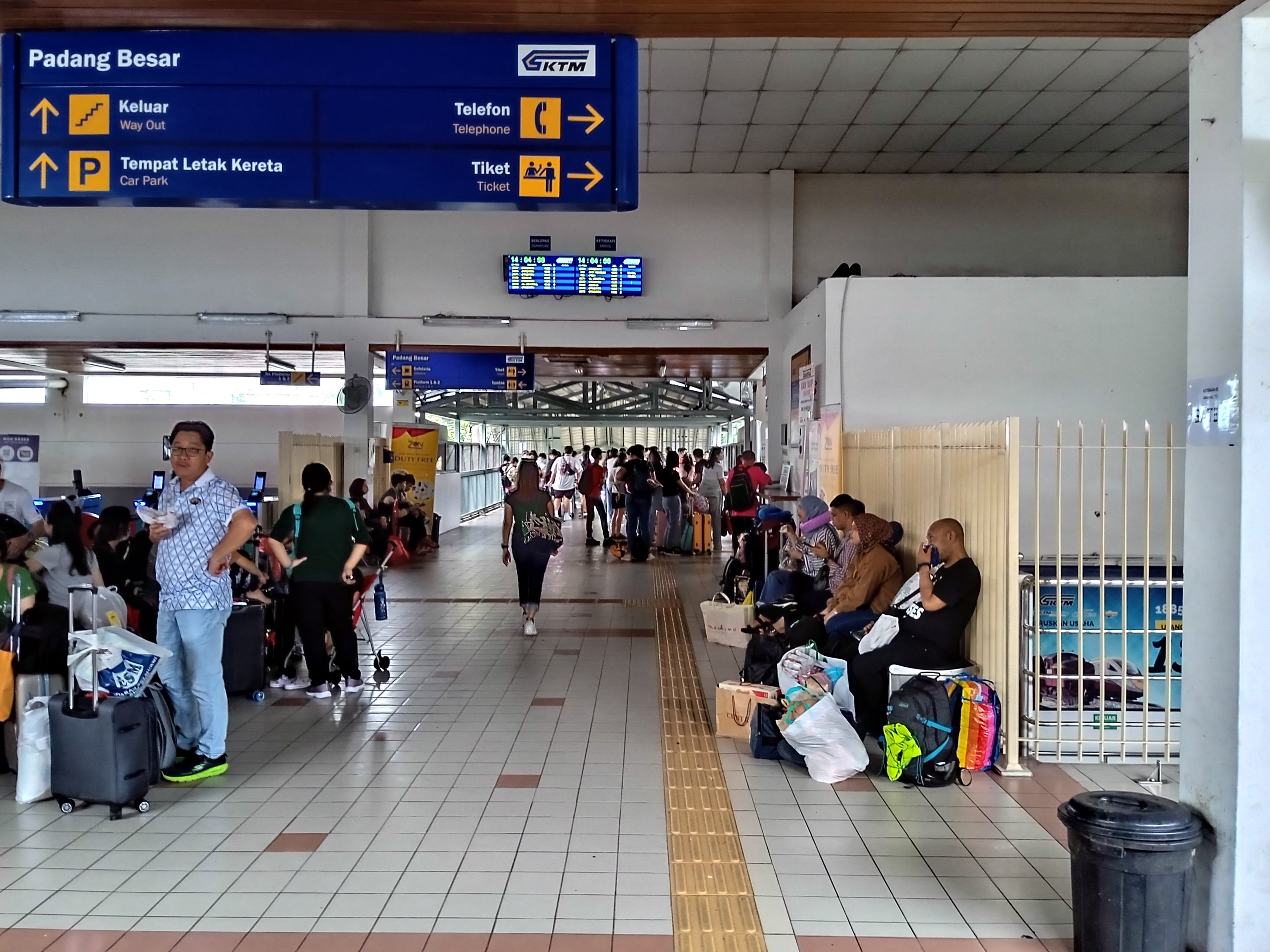
Grenzbahnhof Padang Besar (2023)
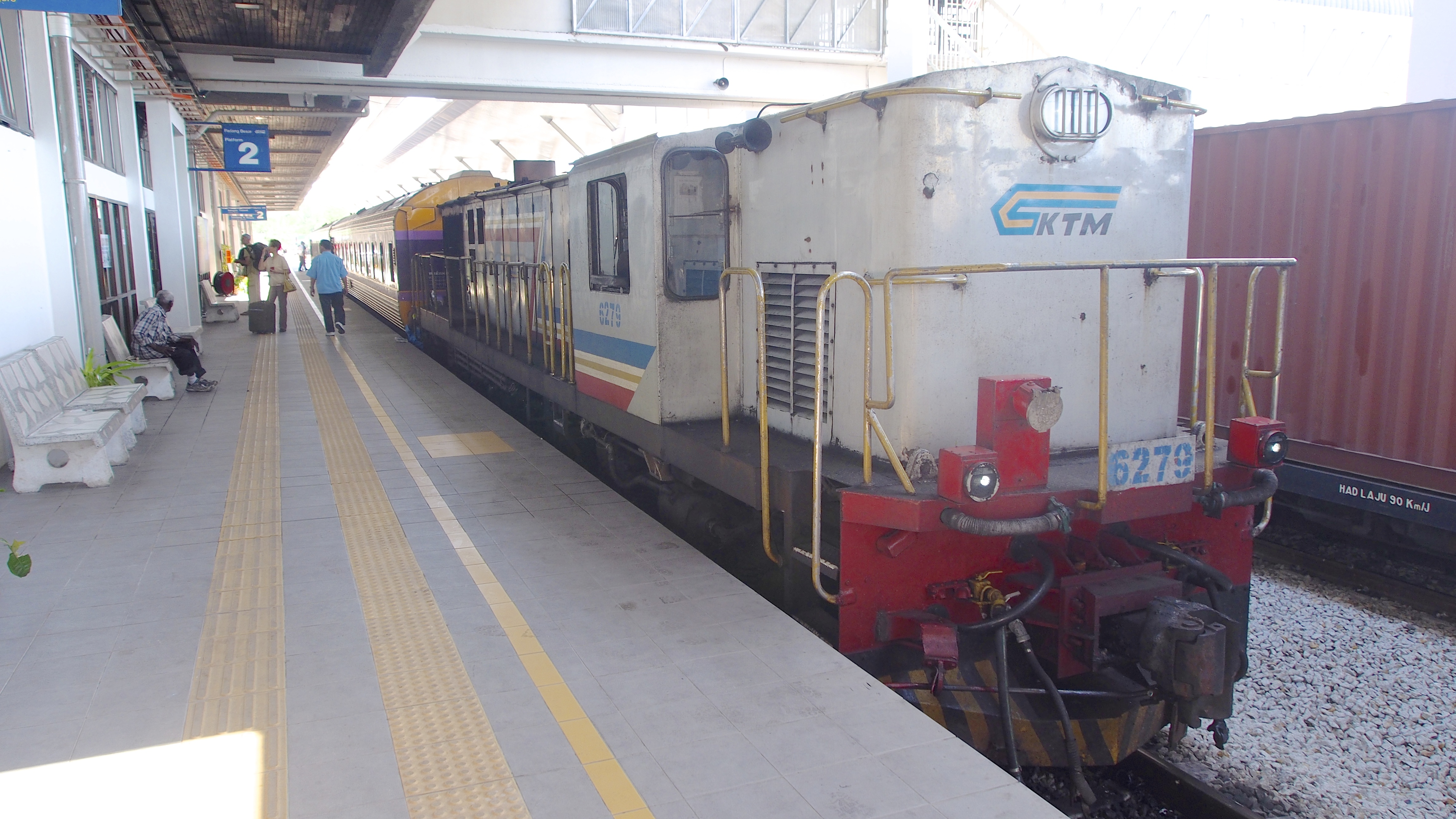
Zug der SRT mit Lokomotive der KTM (2013)
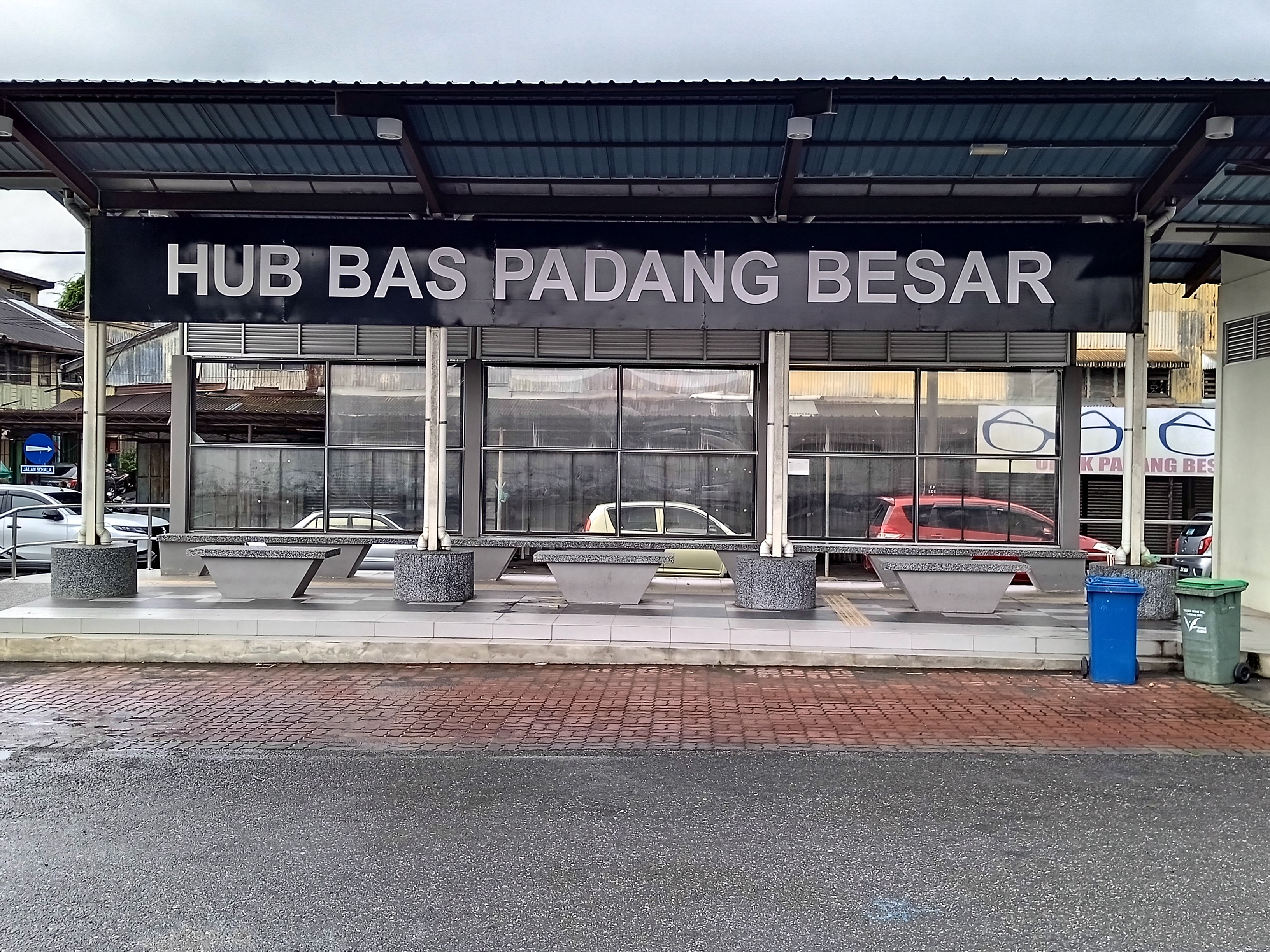
Busbahnhof (2023)
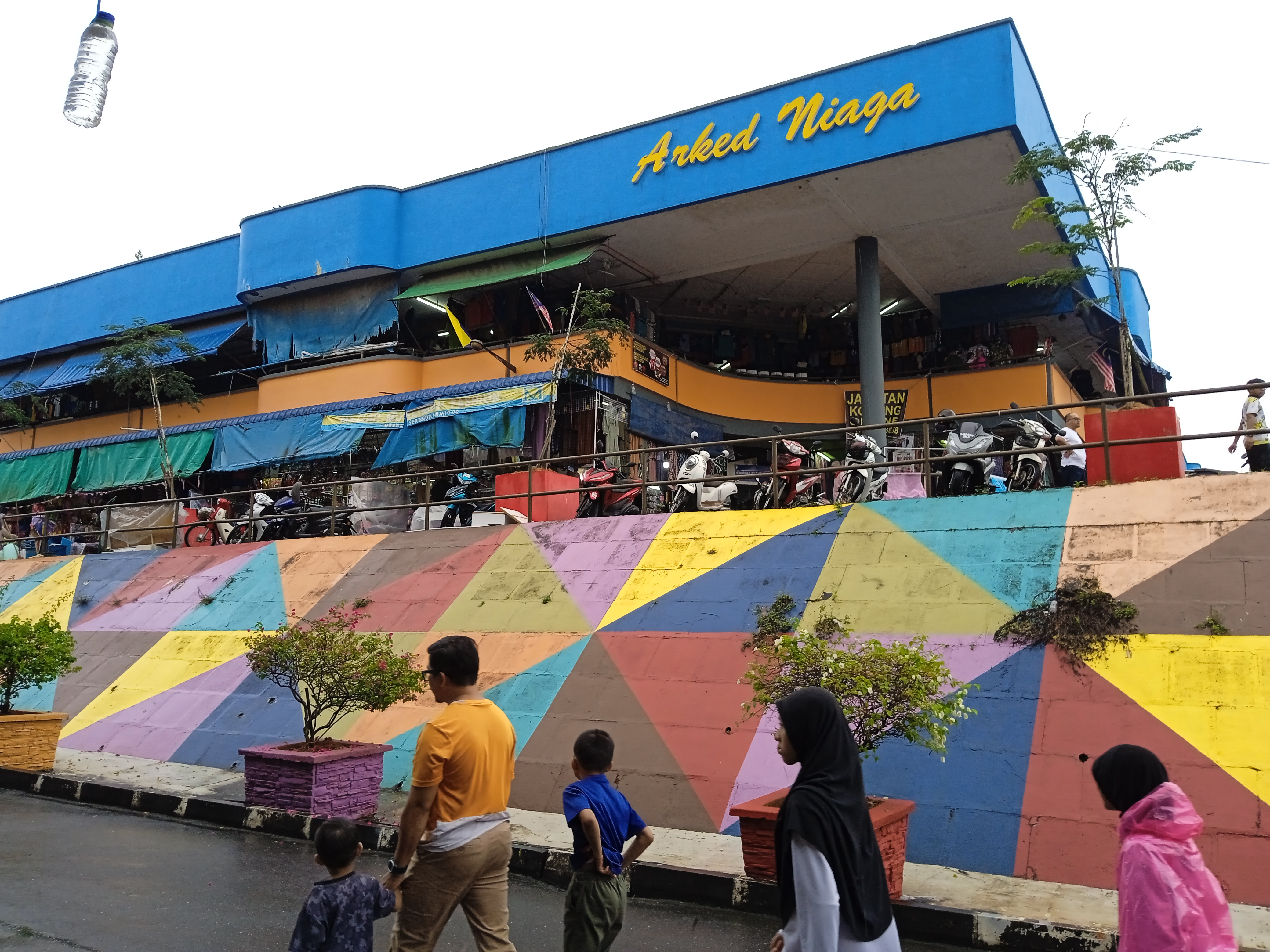
Einkaufszentrum (2023)